# Karlovarský Wandererklub

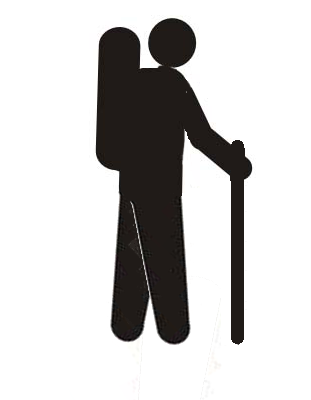
Turista

Karlovarský Wandererklub, něm. Karlsbader Wanderer Club (psáno též Wanderer-Club), byl založen v roce 1862 za účelem pěstování pěší turistiky v regionu západočeských lázní, vlastivědy Karlovarska a šíření ušlechtilých mravních vlastností. Existoval do druhé světové války.

## Historie
Dvacet šest let před založením Klubu českých turistů v Praze (1888) byl v Karlových Varech dne 25. března 1862 ustanoven Karlovarský Wandererklub, jako zřejmě první turistický klub v Čechách. Iniciátoři založení byli ovšem Němci, deset mladých rakouských občanů v čele s Heinrichem Angerem, majitelem karlovarské restaurace Sanssouci (nyní Galerie umění).
Od samého počátku existence klubu byla jeho cílem pěší turistika, poznávání Karlovarska a šíření mravních zásad. Mezi zakládající členy patřil např. již zmíněný Heinrich Anger nebo karlovarský zlatník Adalbert Barton. I když hlavním účelem byly pěší výlety, klub též přispíval ke zpestření společenského života lázní a zkrášlení jejich okolí.
Spolek pravidelně organizoval vycházkové a výletní akce. Zejména v osmdesátých a devadesátých letech 19. století se zasloužil o popularizaci Krušných hor. Z iniciativy Karlovarského Wandererklubu se začal pořádat ve spolupráci s Krušnohorským spolkem tradiční hřebenový přechod Krušnohoří od Lubů do Ústí nad Labem.
V roce 1912 měl klub 26 členů. Byly mezi nimi i mnohé známé místní osobnosti, jako např. ředitel hudební školy Alois Janetschek nebo průkopník krajinné fotografie Karel Schöttner.
Karlovarský turistický klub existoval do druhé světové války. Velkou měrou přispěl k poznání a propagaci přírodních krás severozápadních Čech.

## Pomníky
Přičiněním klubu byly v Karlových Varech odhaleny některé pamětní artefakty:
- Dne 17. května 1874 na vycházkové cestě nad restaurací Sanssouci byl odhalen pamětní sloup.
- Dne 9. dubna 1881 došlo u bývalého Gejzírparku k odhalení železné pamětní desky s iniciálou „W“ a datem založení klubu; později už jen torzo železné desky.

Obě památky byly v roce 1932 přemístěny a nacházejí se společně u Odpolední pěšiny v karlovarských lázeňských lesích.
- Dne 28. dubna 1912, v roce 50. výročí svého trvání, odhalil klub na Výšině přátelství pomník Poutníka.